# Rafer Johnson
Rafer Lewis Johnson (18. srpna 1934 Hillsboro, Texas, USA – 2. prosince 2020 Los Angeles, Kalifornie) byl americký atlet, olympijský vítěz v desetiboji.

## Sportovní kariéra
Na střední škole se věnoval americkému fotbalu, basketbalu a baseballu, teprve později se přeorientoval na atletiku. První desetiboj absolvoval v roce 1954. O rok později už vytvořil světový rekord v desetiboji, který platil do roku 1958. Na olympiádě v Melbourne v roce 1956 získal stříbrnou medaili v desetiboji a byla to jeho poslední porážka v této disciplíně. V letech znovu 1958 a 1960 vylepšil světový rekord, o který dvakrát přišel zásluhou sovětského reprezentanta Vasilije Kuzněcova. Na olympiádě v Římě v roce 1960 zvítězil v desetiboji, kdy součet jeho dosažených bodů znamenal nový olympijský rekord. Krátce poté ukončil sportovní kariéru.
Vystoupil v několika filmech, byl také sportovním komentátorem. Podporoval prezidentskou kampaň Roberta Kennedyho v roce 1968 a byl svědkem jeho smrti. Při olympiádě v Los Angeles v roce 1984 zapaloval olympijský oheň během zahajovacího ceremoniálu.